# Henry Bergman
Henry Bergman  (n. 23 februarie 1868, California, SUA – d. 22 octombrie 1946, Hollywood, California, SUA) este un actor american de film și teatru. Este cel mai cunoscut pentru lunga sa colaborare cu Charlie Chaplin.

## Filmografie
| An   | Titlu               | Rol                                                             | Note                                            |
| ---- | ------------------- | --------------------------------------------------------------- | ----------------------------------------------- |
| 1915 | The Kreutzer Sonata | Raphael Friedlander                                             |                                                 |
| 1915 | The Melting Pot     | Mendel Quixano                                                  |                                                 |
| 1916 | The Floorwalker     | Bătrân                                                          | Scurtmetraj, Nemenționat                        |
| 1916 | The Pawnshop        | Pawnbroker                                                      | Scurtmetraj                                     |
| 1916 | The Rink            | Mrs. Stout                                                      | Scurtmetraj                                     |
| 1917 | Easy Street         | Anarhist                                                        | Scurtmetraj, Nemenționat                        |
| 1917 | The Black Stork     | The Detective                                                   |                                                 |
| 1917 | The Cure            | Masseur                                                         | Scurtmetraj                                     |
| 1917 | The Immigrant       | Artist                                                          | Scurtmetraj                                     |
| 1917 | The Adventurer      | The Father                                                      | Scurtmetraj                                     |
| 1918 | A Dog's Life        | Fat Unemployed Man / Dance-hall Lady                            | Scurtmetraj, Nemenționat                        |
| 1918 | The Bond            | John Bull                                                       | Scurtmetraj, (versiunea britanică), Nemenționat |
| 1918 | Shoulder Arms       | Fat Whiskered German Soldier / The Kaiser's General / Bartender |                                                 |
| 1919 | Sunnyside           | Villager and Edna's Father                                      | Scurtmetraj, Nemenționat                        |
| 1919 | A Day's Pleasure    | Captain / Man in Car / Heavy Policeman                          | Scurtmetraj, Nemenționat                        |
| 1919 | The Professor       | Bearded Man in Flophouse                                        | Scurtmetraj, Nemenționat                        |
| 1921 | The Kid             | Profesor Guido / Night Shelter Keeper                           | Nemenționat                                     |
| 1921 | The Idle Class      | Sleeping Hobo / Guest in Cop Uniform                            | Nemenționat                                     |
| 1922 | Pay Day             | Drinking Companion                                              | Scurtmetraj                                     |
| 1923 | The Pilgrim         | Sheriff on Train / Man In Railroad Station                      |                                                 |
| 1923 | A Woman of Paris    | Head Waiter                                                     | Nemenționat                                     |
| 1925 | The Gold Rush       | Hank Curtis                                                     |                                                 |
| 1928 | The Circus          | An Old Clown                                                    |                                                 |
| 1931 | City Lights         | Mayor / Blind Girl's Downstairs Neighbor                        | Nemenționat                                     |
| 1936 | Modern Times        | Cafe Proprietor                                                 | (Ultimul său rol de film)                       |